# Емініа (переписна місцевість, Нью-Йорк)
Емініа (англ. Amenia) — переписна місцевість (CDP) в США, в окрузі Дачесс штату Нью-Йорк. Населення — 725 осіб (2020).

## Географія
Емініа розташована за координатами 41°50′54″ пн. ш. 73°33′20″ зх. д. / 41.84833° пн. ш. 73.55556° зх. д. (41.848205, -73.555583).  За даними Бюро перепису населення США в 2010 році переписна місцевість мала площу 3,22 км², з яких 3,15 км² — суходіл та 0,07 км² — водойми.

## Демографія
Згідно з переписом 2010 року, у переписній місцевості мешкало 955 осіб у 392 домогосподарствах у складі 230 родин. Густота населення становила 296 осіб/км².  Було 459 помешкань (142/км²).
Расовий склад населення:
| - 88,0 % — білих - 3,7 % — чорних або афроамериканців - 1,5 % — азіатів - 0,6 % — корінних американців - 3,7 % — осіб інших рас |

До двох чи більше рас належало 2,6 %. Частка іспаномовних становила 13,9 % від усіх жителів.
За віковим діапазоном населення розподілялося таким чином: 21,7 % — особи молодші 18 років, 61,8 % — особи у віці 18—64 років, 16,5 % — особи у віці 65 років та старші. Медіана віку мешканця становила 42,0 року. На 100 осіб жіночої статі у переписній місцевості припадало 97,3 чоловіків;  на 100 жінок у віці від 18 років та старших — 97,9 чоловіків також старших 18 років.
Середній дохід на одне домашнє господарство  становив 78 588 доларів США (медіана — 58 200), а середній дохід на одну сім'ю — 106 843 долари (медіана — 85 139). За межею бідності перебувало 2,9 % осіб, у тому числі 0,0 % дітей у віці до 18 років та 0,0 % осіб у віці 65 років та старших.
Цивільне працевлаштоване населення становило 577 осіб. Основні галузі зайнятості: будівництво — 21,7 %, освіта, охорона здоров'я та соціальна допомога — 18,4 %, роздрібна торгівля — 11,1 %, публічна адміністрація — 8,1 %.